# U.S. Route 48
La U.S. Route 48 (US 48) débute à l'I-79 à Weston, Virginie-Occidentale, se dirige vers l'est en passant par les monts Allegheny et se termine à l'I-81 à Strasburg, Virginie. Elle parcourt 157 miles (253 km) depuis le centre de la Virginie-Occidentale au nord-ouest de la Virginie.
À terme, la route sera une route à quatre voies divisées. Elle a été construite par sections et la majorité est complétée. Le segment le plus à l'ouest, entre Weston et Lorentz a été construit dans les années 1970 alors que le prolongement jusqu'à Elkins a été construit au début des années 1990. La portion entre Davis et Wardensville a été construite en segments qui ont ouvert entre 2002 et 2016. Deux segments demeuraient non actualisés, en 2020, soient ceux entre Kerens et Davis ainsi qu'entre Wardensville et Strasburg.
Deux autres routes ont déjà porté la numérotation US 48. La première, en Californie, a été incorporée à la US 50 alors que la deuxième, dans l'ouest du Maryland et de la Virginie-Occidentale, a été intégrée au tracé de l'I-68.

## Description du tracé

### Virginie-Occidentale

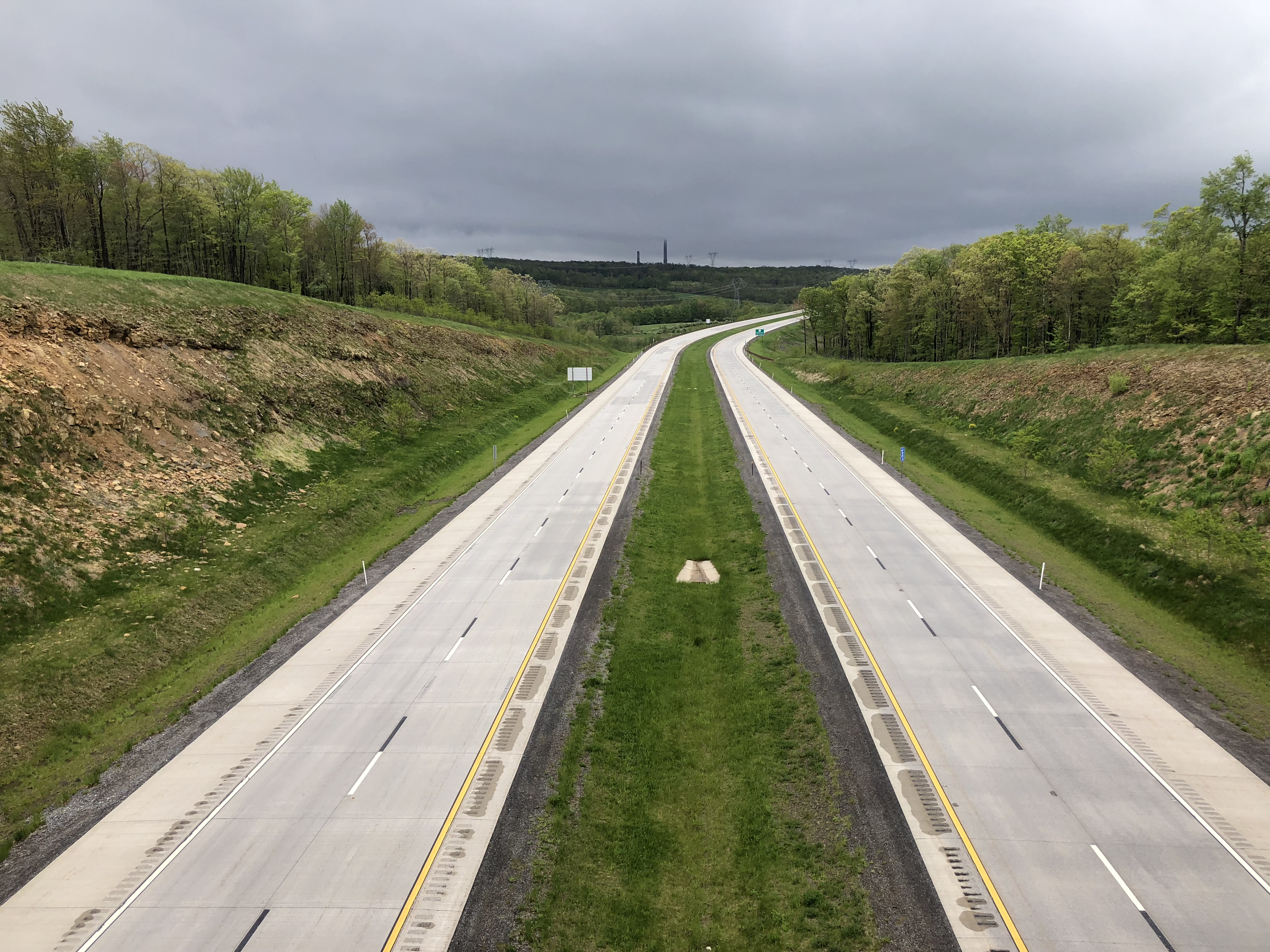
US 48 près de Bismarck, Virginie-Occidentale

La US 48 débute comme route à quatre voies divisées à un échangeur avec l'I-79 à l'extérieur de Weston. Elle forme un multiplex avec la US 119 et suit la vallée de Stonecoal Creek jusqu'à la rivière Buckhannon à Buckhannon. Elle traverse le Plateau d'Allegheny et passe entre Rich Mountain et Laurel Mountain pour atteindre Elkins.
Elle se dirige ensuite vers le nord pour atteindre Kerens. Là, la route à chaussées séparées prend fin et la route se dirige vers le nord et l'est jusqu'à Parsons. Elle se poursuit vers le nord-est jusqu'à Thomas et Davis, où elle reprend une configuration à deux voies séparées. Elle se dirige vers l'est et passe par Bismarck, Moorefield et Wardensville. À l'ouest de Wardensville, la route redevient une route à deux voies pour traverser la ville. Elle atteint la frontière avec la Virginie dans cette configuration.

### Virginie
La route débute au sommet de la route, à Great North Mountain. Elle se dirige vers le nord-est en traversant la Forêt nationale George Washington et descend la montagne vers Star Tannery. Elle passe au nord de Little North Mountain près de Wheatfield, où elle bifurque vers le sud. Elle traverse ensuite Lebanon Church et Clary vers son terminus est à la jonction avec l'I-81, près de Strasburg.

## Intersections majeures
Virginie-Occidentale
 I-79 / US 33 / US 119 à l'est de Weston. La US 33 / US 48 forment un multiplex jusqu'à Elkins. La US 48 / US 119 forment un multiplex jusqu'à Buckhannon.
 US 250 au nord de Norton. Les routes forment un multiplex jusqu'à Elkins.
 US 219 à Elkins. Les routes forment un multiplex jusqu'à Thomas.
 US 202 à Moorefield
Virginie
 I-81 / SR 55 à Strasburg